# L.B. Abbott
Pour les articles homonymes, voir Abbott.
L.B. Abbott (13 juin 1908, Pasadena, États-Unis - 28 septembre 1985, Los Angeles, Californie) est un concepteur américain d'effets spéciaux pour le cinéma. Il a travaillé à de nombreuses reprises pour le producteur Irwin Allen à la fois au cinéma mais aussi à la télévision pour toutes ses séries de science-fiction. 

## Filmographie

### Cinéma: concepteur d'effets spéciaux / créateur des effets spéciaux visuels

#### Années 1950
- 1951 : Le Jour où la Terre s'arrêta
- 1953 : Le Retour de don Camillo de Julien Duvivier
- 1957 : Les Naufragés de l'autocar
- 1957 : Elle et Lui
- 1957 : Une poignée de neige
- 1957 : Bernardine
- 1957 : La Blonde explosive
- 1957 : Quarante tueurs
- 1957 : Les Trois Visages d'Ève
- 1957 : Les Sensuels
- 1957 : Espionnage à Tokyo
- 1957 : Embrasse-la pour moi
- 1957 : Les Plaisirs de l'enfer
- 1957 : Torpilles sous l'Atlantique
- 1958 : La Femme que j'aimais (The Gift of Love) de Jean Negulesco
- 1958 : South Pacific
- 1958 : Le Bal des maudits
- 1958 : Les Feux de l'été
- 1958 : 10, rue Frederick
- 1958 : La Fureur des hommes
- 1958 : Tonnerre sur Berlin
- 1958 : La Mouche noire
- 1958 : Le Tueur au visage d'ange
- 1958 : Flammes sur l'Asie
- 1958 : Les Racines du ciel
- 1958 : Comment dévaliser une bonne petite banque ?
- 1958 : La Brune brûlante
- 1959 : Le Journal d'Anne Frank
- 1959 : L'Homme aux colts d'or
- 1959 : La Ferme des hommes brûlés
- 1959 : Qu'est-ce qui fait courir les filles ?
- 1959 : L'Ange bleu
- 1959 : L'Homme qui comprend les femmes
- 1959 : Voyage au centre de la Terre

#### Années 1960
- 1960 : L'Île des sans-soucis
- 1960 : L'Histoire de Ruth
- 1960 : Le Monde perdu
- 1960 : Du haut de la terrasse
- 1960 : Une seconde jeunesse
- 1960 : Le Grand Sam
- 1960 : The Wizard of Baghdad
- 1961 : Snow White and the Three Stooges
- 1961 : Le Sous-marin de l'apocalypse
- 1961 : Appartement pour homme seul
- 1962 : Tendre est la nuit
- 1962 : La Foire aux illusions
- 1962 : Monsieur Hobbs prend des vacances
- 1962 : Hemingway's Adventures of a Young Man
- 1962 : Cinq Semaines en ballon
- 1963 : Cléopâtre
- 1963 : Ah ! Si papa savait ça
- 1963 : Pousse-toi, chérie
- 1964 : Madame Croque-maris
- 1964 : Shock Treatment
- 1964 : Le Crash mystérieux
- 1964 : Au revoir, Charlie
- 1965 : Chère Brigitte
- 1965 : La Mélodie du bonheur
- 1965 : L'Encombrant Monsieur John
- 1965 : L'Express du colonel Von Ryan
- 1965 : Morituri
- 1965 : La Récompense
- 1965 : L'Extase et l'Agonie
- 1965 : Le Vol du Phœnix
- 1965 : Ne pas déranger s'il vous plaît
- 1966 : Notre homme Flint
- 1966 : La Diligence vers l'Ouest
- 1966 : Batman
- 1966 : Le Voyage fantastique
- 1966 : Tiens bon la rampe, Jerry
- 1966 : La Canonnière du Yang-Tse
- 1967 : F comme Flint
- 1967 : Opération Caprice
- 1967 : Petit guide pour mari volage
- 1967 : L'Affaire Al Capone
- 1967 : Une sacrée fripouille
- 1967 : L'Extravagant Docteur Dolittle
- 1967 : La Vallée des poupées
- 1968 : La Planète des singes
- 1968 : Le Détective
- 1968 : Bandolero !
- 1968 : Fureur à la plage
- 1968 : The Secret Life of an American Wife
- 1968 : Star !
- 1968 : L'Étrangleur de Boston
- 1968 : La Femme en ciment
- 1969 : Les Cent Fusils
- 1969 : Hard Contract
- 1969 : Che !
- 1969 : Justine
- 1969 : Butch Cassidy et le Kid
- 1969 : Les Géants de l'Ouest
- 1969 : John et Mary
- 1969 : Hello, Dolly !

#### Années 1970
- 1970 : Las Vegas, un couple
- 1970 : MASH
- 1970 : Patton
- 1970 : Le Secret de la planète des singes
- 1970 : Myra Breckinridge
- 1970 : Move
- 1970 : Tora ! Tora ! Tora !
- 1970 : Cover Me, Babe
- 1970 : L'Insurgé
- 1971 : Les Évadés de la planète des singes
- 1972 : La Conquête de la planète des singes
- 1972 : L'Aventure du Poséidon
- 1973 : L'Empereur du Nord
- 1973 : La Bataille de la planète des singes
- 1973 : Jonathan Livingston le goéland
- 1974 : La Tour infernale
- 1976 : L'Âge de cristal
- 1977 : Le Casse-cou
- 1978 : L'Inévitable Catastrophe

#### Années 1980
- 1980 : Le Jour de la fin du monde
- 1982 : Meurtres en direct

### Télévision: concepteur d'effets visuels

#### Années 1960
- 1964-1965 : Valentine's Day (Série)
- 1964-1968 : Voyage au fond des mers (Série)
- 1965-1968 : Perdus dans l'espace (Série)
- 1966-1967 : Le Frelon vert (Série)
- 1966-1968 : Au cœur du temps (Série)
- 1967-1968 : Batman (Série)
- 1968 : The Man from the 25th Century (Court-métrage)
- 1968-1970 : Au pays des géants (Série)
- 1969 : City Beneath the Sea (Court-métrage)
- 1969 : Daughter of the Mind (Téléfilm)

#### Années 1970
- 1970 : The Challenge (en) (Téléfilm)
- 1971 : La Cité sous la mer (City Beneath the Sea) (Téléfilm)
- 1974 : La Planète des singes (Série)
- 1976 : Déluge sur la ville (Téléfilm)
- 1977 : Horizons en flammes (Téléfilm)
- 1978 : Le Retour du capitaine Nemo (Téléfilm)

## Récompenses et distinctions
- 1965 : Emmy Award des meilleurs effets visuels dans une série pour Voyage au fond des mers
- 1966 : Emmy Award des meilleurs effets visuels dans une série pour Voyage au fond des mers
- 1967 : Emmy Award des meilleurs effets visuels dans une série pour Au coeur du temps
- 1968 : Oscar des meilleurs effets visuels dans un long métrage pour L'Extravagant Docteur Dolittle
- 1971 : Oscar des meilleurs effets visuels dans un long métrage pour Tora ! Tora ! Tora !
- 1973 : Oscar d'honneur dans un long métrage pour L'Aventure du Poséidon
- 1977 : Oscar d'honneur dans un long métrage pour L'Âge de cristal
- 1977 : Golden Scroll pour l'ensemble de la carrière